# Pseudodaphnella rufolirata
Pseudodaphnella rufolirata é uma espécie de gastrópode do gênero Kermia, pertencente a família Raphitomidae.